# Fabiano Caruana
Fabiano Caruana (ur. 30 lipca 1992 w Miami) – włoski szachista, od 2006 roku reprezentujący Stany Zjednoczone, arcymistrz od 2007 roku.

## Kariera szachowa
Jest jednym z najzdolniejszych szachistów w historii szachów. W roku 2002, w wieku 10 lat i 61 dni, został najmłodszym zawodnikiem, który w turniejach organizowanych przez amerykańską federację szachową pokonał zawodnika z tytułem arcymistrza (wydarzenie to miało miejsce 28 września w Nowym Jorku, a pokonanym był wówczas Aleksander Wojtkiewicz). W tym samym roku zdobył w Villa Giardino tytuł mistrza państw panamerykańskich w kategorii juniorów do lat 10, a rok później w Bogocie powtórzył to osiągnięcie w grupie do lat 12. W 2005 odniósł pierwszy znaczący sukces na arenie międzynarodowej, triumfując w cyklicznym turnieju First Saturday w Budapeszcie. W 2006 podzielił I miejsca w Madrycie (wspólnie z Herminio Herráizem Hidalgo) oraz w rozegranych w Cremonie mistrzostwach Włoch, ostatecznie zdobywając srebrny medal po porażce w barażu z Michele Godeną. W marcu, kwietniu i lipcu 2007 wygrał trzy turnieje First Saturday w Budapeszcie, w każdym wypełniając normę na tytuł arcymistrza i w roku tym został najmłodszym w historii amerykańskich i włoskich szachów (Caruana posiada podwójne obywatelstwo) zawodnikiem, który otrzymał ten tytuł. Pod koniec roku zdobył w Martina Franca pierwszy w swojej karierze tytuł mistrza Włoch z wynikiem rankingowym 2740, wyprzedzając następnego zawodnika w tabeli o 3 punkty. W 2008 roku zwyciężył w turnieju Corus–C w Wijk aan Zee oraz ponownie zdobył tytuł mistrza Włoch. W styczniu 2009 roku ponownie zwyciężył w Wijk aan Zee, tym razem w turnieju Corus–B. W 2010 roku zwyciężył w 42. edycji cyklicznego turnieju w Biel. W 2011 roku po raz trzeci w karierze zdobył tytuł mistrza Włoch, z wynikiem 10 pkt w 11 partiach. W 2012 roku podzielił II m. (za Lewonem Aronjanem, wspólnie z Magnusem Carlsenem i Tejmurem Radżabowem) w turnieju Corus–A w Wijk aan Zee, zwyciężył w turniejach Reykjavík Open w Reykjavíku, Sigeman & Co w Malmö, Dortmunder Schachtage w Dortmundzie (wspólnie z Siergiejem Kariakinem), podzielił II m. (za Magnusem Carlsenem, wspólnie z Tejmurem Radżabowem) w memoriale Michaiła Tala w Moskwie oraz zwyciężył (wspólnie z Magnusem Carlsenem) w São Paulo/Bilbao. W 2013 roku zwyciężył w Zurychu (przed Viswanathanem Anandem, Władimirem Kramnikiem i Borisem Gelfandem) oraz w Bukareszcie (turniej 7th Kings Tournament Romgaz). W 2014 roku zajął II m. (za Magnusem Carlsenem) w memoriale Wugara Gaszimowa w Şəmkirze, zdobył tytuł wicemistrza świata w szachach szybkich w Dubaju oraz zwyciężył w turnieju Dortmunder Schachtage w Dortmundzie. W tym samym roku odniósł największy sukces w dotychczasowej karierze, samodzielnie zwyciężając w turnieju Sinquefield Cup w Saint Louis. W turnieju tym, najsilniejszym w historii pod względem średniego rankingu uczestników, wygrał 7 pierwszych partii i ostatecznie zwyciężył z wynikiem 8½ w 10 partiach, wyprzedzając drugiego w tabeli, mistrza świata Magnusa Carlsena, o 3 punkty. W 2018 roku zdobył prawo do rozegrania meczu o mistrzostwo świata z Magnusem Carlsenem i w listopadzie przegrał ten mecz (po dogrywce) 6:9. W listopadzie 2021 zajął II m. nad pierwszym Alireza Firuzdżą w turnieju FIDE Grand Swiss 2021 z wynikiem 7,5/11, co zapewniło mu miejsce w turnieju pretendentów rozgrywanym w 2022. W sierpniu 2023 roku zajął drugie miejsce w Pucharze Świata w szachach, czym zapewnił sobie udział w turnieju pretendentów w 2024 roku.
Wielokrotnie reprezentował Włochy w turniejach drużynowych, m.in.:
- czterokrotnie na olimpiadach szachowych (w latach 2008, 2010, 2012, 2014)[15],
- czterokrotnie na drużynowych mistrzostwach Europy (w latach 2007, 2009, 2011, 2013)[16],
- pięciokrotnie na turniejach o Puchar Mitropa (Mitropa Cup) (w latach 2006, 2007, 2008, 2009, 2010); wielokrotny medalista, w tym wspólnie z drużyną – złoty (2010) i srebrny (2009)[17].

We wrześniu 2010 roku został pierwszym w historii włoskim szachistą, który osiągnął poziom 2700 punktów rankingowych, natomiast w sierpniu 2014 roku jako pierwszy przekroczył granicę 2800 punktów. Najwyższy ranking w dotychczasowej karierze osiągnął 1 października 2014 roku z wynikiem 2844 punktów zajmował wówczas 2. miejsce (za Magnusem Carlsenem) na światowej liście FIDE, jednocześnie zajmując 1. miejsce wśród amerykańskich szachistów.